# 王台彥
王台彥（16世紀—1647年），字明珍，湖廣武昌蒲圻人，明朝政治人物。

## 生平
萬曆三十一年（1603年），王台彥中湖廣鄉試舉人，授四川達州知州。白蓮教人萬人攻城，他擒殺其首領。因父親逝世辭官。服喪結束後，補河南信陽州知州。楊漣被魏忠賢逼害至死，遺體送回信陽州，王台彥撫摸棺材痛哭，撫恤楊漣的家人。之後他轉任貴州思南同知，轉銅仁知府，撫定苗人，陞任畢節副使。苗族人與朝廷爭持勘界，王台彥赴六廣河、水西、大方約見酋長，並不接受酋長賄賂的金錢和珠寶，最後平息紛爭回歸。朝廷擢升他為蒼梧參政，不久辭官。永曆元年（1647年）卒。

## 引用
1. 1 2  錢海岳《南明史·卷四十八·列傳第二十四》：王台彥，字明珍，蒲圻人。萬曆三十一年舉於鄉，授達州知州。白達萬人攻城，斬其渠。憂歸。服闋，補信陽。楊漣喪歸，哭恤之。
2. ↑  穆彰阿《嘉慶重修一統志》·卷四十八·卷三百三十七·武昌府三：王台彥，字明珍，蒲圻人。萬曆舉人，官四川達州知州，有白蓮教匪攻城，台彥計擒其魁，諭散黨與，州境以安。丁父艱歸，服闋，補河南信陽州知州，治聲甚著。時楊漣以論魏璫死，舁骸歸道經信陽，與漣友者不敢視，台彥獨撫棺慟哭且厚恤之。
3. ↑  錢海岳《南明史·卷四十八·列傳第二十四》：遷司南【思南】同知，轉銅仁知府，撫綏苗人，陞畢節副使。苗酋爭界，直入六廣河、水西、大方，獻金珠不受，卒獻印歸。擢蒼梧參政，乞休。永曆元年卒。